# Villebourg
Villebourg – miejscowość i gmina we Francji, w Regionie Centralnym, w departamencie Indre i Loara.
Według danych na rok 1990 gminę zamieszkiwało 251 osób, a gęstość zaludnienia wynosiła 20 osób/km² (wśród 1842 gmin Regionu Centralnego Villebourg plasuje się na 890. miejscu pod względem liczby ludności, natomiast pod względem powierzchni na miejscu 1013.).